# Operacja Ochsenkopf
Operacja Ochsenkopf (w nomenklaturze alianckiej operacja Ox Head), znana również jako bitwa o Sidi Nsir i bitwa o Hunt's Gap – operacja wojsk Osi w Tunezji przeprowadzona od 26 lutego do 4 marca 1943 roku, podczas kampanii afrykańskiej II wojny światowej.
Ofensywa wraz z jej operacją pomocniczą po kryptonimem „Ausladung” miała na celu przejęcie kontroli nad Medjez el Bab, Béja, El Aroussa, Djebel Abiod i pozycją znaną jako Hunt's Gap pomiędzy brytyjską 1 Armią a Grupą Armii Afryka (Heeresgruppe Afrika/Gruppo d'Armate Africa). Atakującym udało się zdobyć pewien teren, ale żaden z bardziej ambitnych celów operacji nie został osiągnięty przed tym jak, jak akcja została odwołana z powodu rosnących strat piechoty i czołgów, szczególnie nowych Tygrysów. Operacja Ochsenkopf była ostatnią dużą ofensywą Osi w Afryce Północnej przed kapitulacją Afrika Korps w maju 1943 roku.

## Tło
Po bitwie na przełęczy Kasserine (19–24 lutego) wojska Osi zostały sformowane w nową Grupę Armii Afryka obejmującą pod wspólnym dowództwem niemiecką 5 Armię Pancerną i włoską 1 Armię w Tunezji. Adolf Hitler i niemieckie Oberkommando der Wehrmacht (OKW) uważali, że dowództwo nad nową formacją powinien objąć gen. płk Hans Jürgen von Arnim, ale feldmarszałek Albert Kesselring i niemieckie Oberbefehlshaber Süd (OB Süd, naczelne dowództwo południa) opowiadali się za feldmarszałkiem Erwinem Rommlem, który 23 lutego został mianowany dowódcą Grupy Armii Afryka. Comando Supremo, włoskie dowództwo generalne, nakazało Rommlowi zakończenie ataku na Kasserine, mając na uwadze zgrupowanie alianckie w rejonie Tebessy, aby móc szybko przerzucić siły i przeprowadzić nową ofensywę przeciwko brytyjskiej 8 Armii (gen. Bernard Montgomery), gdy tylko ta zbliży się do linii Mareth od wschodu.
Wsie Gafsa, Metlaoui i Tozeur miały zostać utrzymane przez piechotę zmechanizowaną, podczas gdy większość grupy szturmowej miała powrócić do 1 Armii. 10 Dywizja Pancerna wycofała się z Thali wcześnie rano 23 lutego, a 21 Dywizja Pancerna zakończyła atak na Sbibę 24 lutego. Dywizje miały się przegrupować i dołączyć do włoskiej 1 Armii, gotowe do ataku na początku marca, ruchy miały być objęte drobnymi operacjami na froncie 5 Armii Pancernej. 24 lutego Arnim poleciał do Rzymu bez konsultacji z Rommlem i opowiadał się za ofensywą na Béję, będąc przekonanym, że brytyjska 1 Armia (gen. Kenneth Anderson) wysłała posiłki na południe z frontu północnego, aby uratować Sbibę i Thalę. Arnim uzyskał zgodę Kesselringa na atak na szerokim froncie przeciwko sektorowi V Korpusu (gen. mjr Charles Allfrey) 26 lutego.

### Plan Osi

Działania wojenne w Tunezji 1942–1943

Operacja Ochsenkopf był planem przebicia się przez brytyjską obronę 26 lutego, z Korpsgruppe Weber (gen. Friedrich Weber) złożoną z 334 Dywizji Piechoty, elementów niedawno przybyłej Dywizji Luftwaffe Hermann Göring oraz elementów 10 Dywizji Pancernej niezaangażowanych w operację Wiosenna Burza, w trzech grupach lub rogach w kształcie głowy byka. Północny róg, z większością dostępnych czołgów, miał posuwać się naprzód trasą z Mateur z północnego wschodu, aby zdobyć Béja 40 km na zachód od Medjez. Druga grupa miała atakować z Goubellat w kierunku Sloughia i Oued Zarga, aby otoczyć Brytyjczyków w Mejez El Bab, a trzecia grupa miała przeprowadzić atak okrążający w dolinie Bou Arouda, a następnie posuwać się przez El Aroussa do Gafour, mając na celu skrzyżowanie dróg w El Aroussa. Na północy improwizowana Dywizja von Broich/von Manteuffel (Dywizja von Manteuffel), w ramach pomocniczej podoperacji Ausladung, miała pokonać Brytyjczyków w dolinie Sedjenane, odciąć komunikację z Jefna do Djebel Aboid i osłaniać północną flankę Korpsgruppe Weber. Operacje te miały zmusić aliantów do wycofania się i opóźnienia dalszego natarcia, podczas gdy Rommel przygotowywałby atak włoskiej 1 Armii (dawnej niemiecko-włoskiej Armii Pancernej) z linii Mareth przeciwko 8 Armii.

### Operacja Ausladung

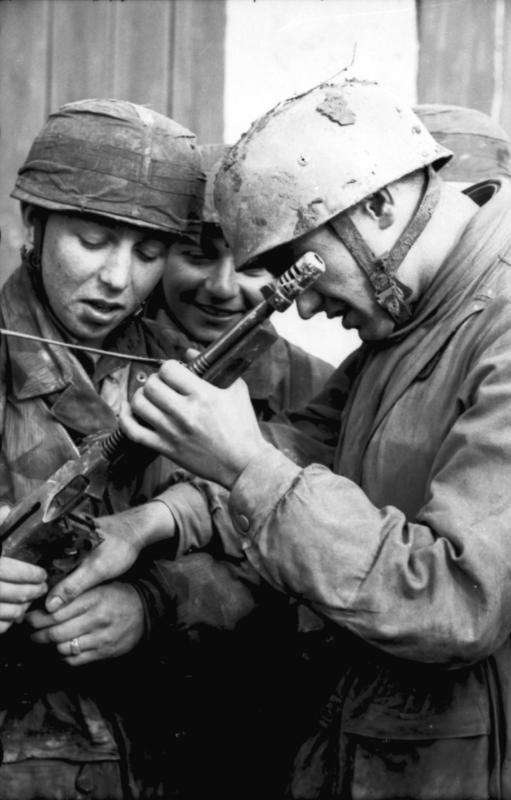
Niemieccy spadochroniarze w Tunezji badają zdobyczny pistolet maszynowy Thompson, 1943

Pomocnicza operacja Ausladung rozpoczęła się rano 26 lutego, mając na celu oskrzydlenie Brytyjczyków w Sedjenane i na wzniesieniu naprzeciwko Green Hill, atakując pagórkowaty pas wybrzeża na północy pomiędzy miastem a Cap Serrat. Obszar ten był nieskutecznie broniony przez słabo wyposażone oddziały Wolnych Francuzów Corps Francs d'Afrique. Dywizja von Manteuffel poprowadziła atak z elitarnymi oddziałami zmotoryzowanego Pułku Fallschirmjäger „Barenthin” (mjr Rudolf Witzig) i włoskim 10 Pułkiem Bersalierów. Siły Osi, przy wsparciu lotniczym Luftwaffe, poczyniły duże postępy przez wzgórza zajmowane przez oddziały francuskie pomiędzy Cap Serrat, linią kolejową i Sedjenane. Francuzom udało się co prawda odeprzeć pierwszy włoski atak, lecz wkrótce po tym zostali rozbici, a wielu obrońców dostało się do niewoli. 27 lutego oddziały 139 Brygady Piechoty 46 Dywizji Piechoty i przydzielona jej 1. kompania Commando, wspierane przez 70 Pułk Polowy i 5 Pułk Średni Royal Artillery, ruszyły, aby odeprzeć niemieckie natarcie, ale brakowało im wsparcia powietrznego i amunicji artyleryjskiej po wzięciu udziału w wyczerpującej bitwie na przełęczy Kasserine. Do 1 marca Brytyjczycy prowadzili kosztowne, ale udane kontrataki, które opóźniły postępy Osi.
Natomiast 2 marca kontratak Lekkiej Piechoty Durham okazał się kosztowną porażką, a batalion musiał wycofać się na zalesiony teren za Sedjenane; jednocześnie tego i następnego dnia zostało odpartych więcej niemieckich ataków na Sedjenane. Kontratak batalionu Pułku Lincolnshire, Lekkiej Piechoty Durham i czołgów Churchill z North Irish Horse odepchnął Niemców po zażartej walce. Pozycja Brytyjczyków stała się jednak nie do utrzymania z powodu wycofania się Francuzów dalej na zachód w rejonie Medjez, gdy wojska Osi zajęły wzniesienie dominujące nad miastem. Francuski dowódca myślał, że jego pozycja jest oskrzydlana i nakazał wycofanie się. Niemiecka penetracja w kierunku Béja i Medjez wraz z odwrotem Francuzów zaskoczyła 139 Brygadę Piechoty w wyłomie, a dwie kompanie Sherwood Foresters zostały zaatakowane. 4 marca Brytyjczycy wycofali się 24 km z Sedjenane w kierunku Djebel Abiod, aby ustabilizować front. Atak Osi na Djebel Abiod został opóźniony o pięć dni przez obronę Sedjenane i ostatecznie cel ten nie został zdobyty.

## Bitwa

### Południowy róg
Południowy róg operacji miał być prowadzony przez Kampfgruppe Audorff z Dywizją Pancerno-Spadochronową Hermann Göring, 334 Dywizją Piechoty i wspierającymi batalionami pancernymi. Obszar ten chroniły brytyjskie siły znane jako Y Division, sformowane ad hoc z 38 Brygady Irlandzkiej, mieszanki komandosów, grenadierów i Coldstream Guards, elementów 1 Brygady Spadochronowej oraz czołgów Churchill ze szwadronu C 142 Pułku Suffolk. Kampfgruppe zaatakowało wieczorem 25 lutego, a ich pierwszymi celami były róg Tally Ho, ważne skrzyżowanie dróg i wzgórze zwane Fort MacGregor. Luftwaffe zaatakowała brytyjskie pozycje i ostrzelała transport za linią frontu. W Forcie MacGregor kompania D Pułku East Surrey została zaatakowana przez spadochroniarzy z Dywizji Hermann Göring. Po odparciu dwóch niemieckich ataków spadochroniarze przecięli drut kolczasty, a obrońcy zostali wkrótce przytłoczeni i pokonani. Wzgórze Djebel Djaffa, dalej na zachód, utrzymywane przez batalion francuskich żołnierzy kolonialnych, został jednocześnie zaatakowany przez spadochroniarzy. Francuzi zostali zaskoczeni i szybko pokonani, większość z nich została schwytana.

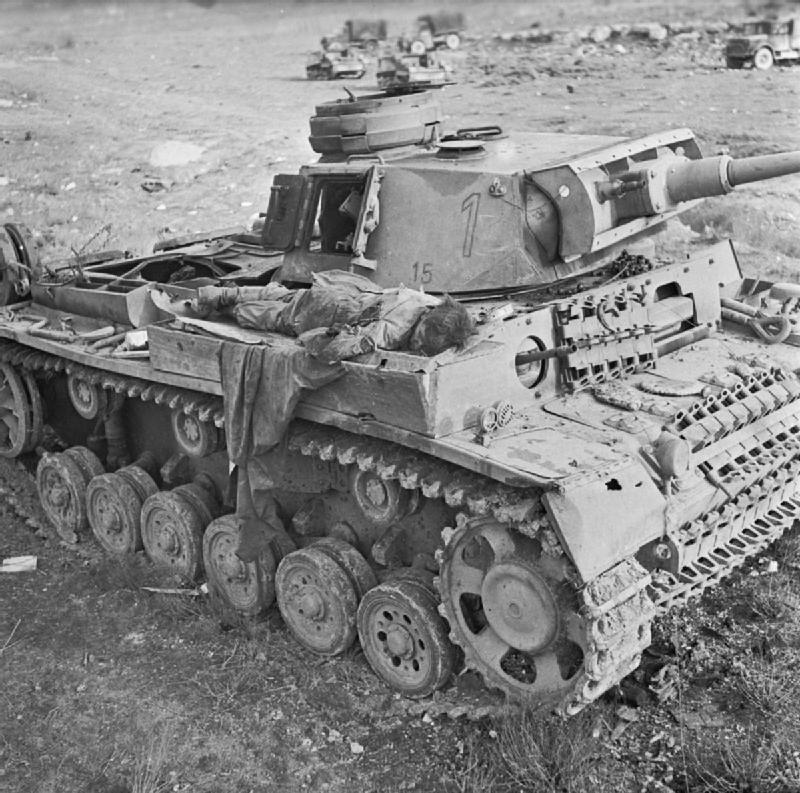
Panzer III zniszczony przez Churchilla podczas ataku na południowy róg

Surreys podjęli pospieszną próbę kontrataku na Fort MacGregor, ale została ona zatrzymana tuż za linią wyjściową, a Brytyjczycy wycofali się z wieloma stratami. Brytyjska artyleria ostrzeliwała wzgórze przez kilka godzin wszystkimi średnimi i ciężkimi działami, a gdy Surreys zaatakowali ponownie, było ono puste, z wyjątkiem sześciu Niemców, który pozostali tam pod wpływem szoku wywołanego ostrzałem. Spadochroniarze zostali zdziesiątkowani przez brytyjski ostrzał i nie mieli innego wyjścia, jak się wycofać. Szczyt nie większy od boiska piłkarskiego był usiany szczątkami ludzkimi, głównie Niemców, ale także brytyjskimi poległymi z kompanii D. Allfrey wysłał naprzód Fizylierów Lancashire, 600 ludzi z 6. kompanii Commando i 56 Pułku Rozpoznawczego, czołgi Valentine z 17/21 Pułku Ułanów, elementy 51 Królewskiego Pułku Czołgów i North Irish Horse. Następnego dnia, niemal natychmiast po przybyciu, Surreys i Valentine’y z 17/21 Pułku przeprowadzili kontratak na Djebel Djaffa, które zostało odzyskane po przełamaniu umiarkowanego oporu.
334 Dywizja uderzyła w róg Tally Ho tuż przed północą, zaskoczyła i rozbiła garnizon komandosów, z którego ocalałych uratowały czołgi Churchill. Niemcy nacierali na niewielki grzbiet położony 9,7 km na wschód od El Aroussa, gdzie dwa bataliony Dywizji Hermann Göring i wspierająca ją kompania pancerna zaatakowały pozycję bronioną przez czołgi Churchill ze szwadronu Suffolk 142 Pułku Królewskiego Korpusu Pancernego. Strzelając z pozycji z ukrytym kadłubem, czołgi Churchill zniszczyły cztery Panzer IV, unieruchomiły trzy Panzer III i zniszczyły działo 88 mm, tracąc jednego Churchilla. Niemiecka piechota poniosła wiele strat, a ocaleni wycofali się po zdecydowanym oporze brytyjskiej piechoty wspieranej przez zmasowany ostrzał artyleryjski. Brytyjczycy otrzymali posiłki i po kolejnym ostrzale przeprowadzili kontratak, w nocy spychając Niemców z narożnika Tally Ho w kierunku wzgórz na wschód od drogi Medjez-El-Bab do El-Aroussa.

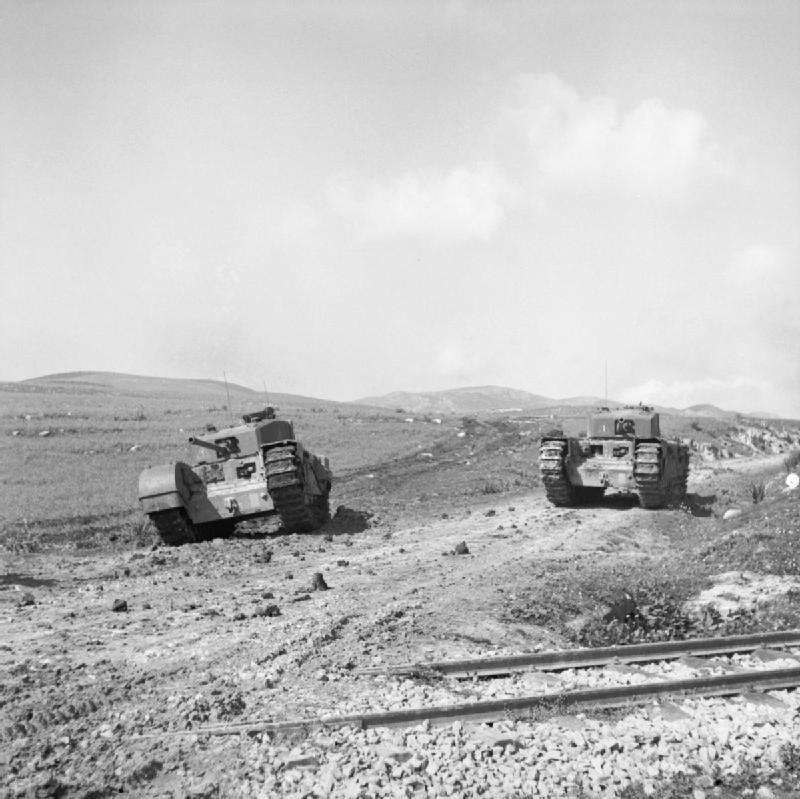
Czołgi Churchill ruszają 28 lutego, aby stawić czoła atakowi na południowy róg

Po zmroku Brytyjczycy ruszyli naprzód i oczyścili połowę drogi do farmy Steamroller, którą obsadzało około 2000 żołnierzy z dwóch batalionów Dywizji Hermann Göring i elementów pułku grenadierów pancernych wspierani przez armaty przeciwpancerne 5 cm PaK 38 i 88 mm. Szwadron 51 Królewskiego Pułku Czołgów w czołgach Churchill Mk III i kompania Coldstream Guards wyruszyły tuż przed południem 28 lutego i o godzinie 16:00 byli już w zasięgu wzroku żołnierzy na farmie. Skierowano na nich ogień niemieckiej artylerii, a wkrótce potem zaatakowały ich bombowce nurkujące Junkers Ju 87 Stuka, niszcząc pięć Churchillów. 1. Oddział nacierał na teren farmy z Coldstream Guards, ale został przygwożdżony. Przybył kolejny czołg Churchill, dowodzony przez ppor. J. C. Rentona, który wraz z jedynym ocalałym czołgiem dowodzonym przez oficera o nazwisku Holland przejechał 1400 m przez odsłoniętą groblę ostrzeliwaną przez działa 88 mm. W odległości 18 m działo wystrzeliło i otarło się o wieżę, a zanim obsługa zdążyła załadować kolejny pocisk, czołg staranował działo; następnie oba Churchille dotarły na szczyt przełęczy i zaskoczyły stacjonujących tam Niemców.
Czołgi natknęły się na niemiecki transport i ostrzelawały go, a następnie zniszczyły dwa Panzer III i dwa działa przeciwpancerne, gdy te próbowały się rozstawić. Niemcy uciekli, a gdy zapadł zmierzch, kolumna została zniszczona. Hollands i Renton otrzymali rozkaz powrotu do swojego szwadronu, ale czołg prowadzący utknął i musiał zostać holowany. Akcja czołgów zniszczyła dwa działa przeciwpancerne 88 mm, dwa 75 mm i dwa 50 mm, cztery mniejsze działa przeciwpancerne, 25 pojazdów kołowych, dwa moździerze 3-calowe i dwa Panzer III, a także spowodowała prawie 200 ofiar w szeregach wroga. Następnego dnia francuski właściciel farmy przybył do El Aroussa, aby powiedzieć, że Niemcy odeszli, a Brytyjczycy zajęli ten obszar. Osłabiony Pułk Dywizji Hermann Göring poniósł wiele ofiar; jego dowódca założył, że szarżujące czołgi pochodziły z dużo większej formacji i wysłał wiadomość do Fliegerführer Afrika, że został zaatakowany przez „szalony batalion czołgów, który dokonał niemożliwego” i „zmusił go do ostatecznego wycofania się”.

### Północny róg
Kampfgruppe Lang miał 77 czołgów, w tym dwadzieścia Tygrysów z 501. batalionu czołgów ciężkich i zmotoryzowaną piechotę z 10 Dywizji Pancernej. Reszta 10 Dywizji Pancernej miała zaatakować po osiągnięciu pierwszych celów i posuwać się na zachód, około 40 km na południe od Medjez. Obszar ten był utrzymywany przez 128 Brygadę Piechoty Hampshire i liczne baterie artylerii. 26 lutego rozpoczął się atak w północnym rogi operacji Ochsenkopf, a Niemcy szybko zdobyli wioskę Sidi Nsir i stację kolejową, gdzie droga i linia kolejowa łącząca Béja i Mateur rozchodziły się: droga na wschód w góry a linia kolejowa wzdłuż łatwiejszej północno-wschodniej trasy. 172 Pułk Polowy Royal Artillery z trzema bateriami 25-funtowych haubicoarmat i 155. bateria z ośmioma 25-funtowymi działami okopano wokół farmy wraz z 5. batalionem Pułku Hampshire. Żołnierze mieli monitorować ruchy Niemców, ale większość z nich była słabo wyszkolona i nie miała doświadczenia bojowego. Na „farmie Hampshire” obrońcy mieli zaabsorbować pierwsze uderzenie wojsk Osi na Béja, aby dać obrońcom między Medjez a Beja w Hunt's Gap czas na przygotowanie się. Szacuje się, że Niemcy zaatakowali trzynastoma batalionami piechoty, ok. 13 000 ludzi, z oddziałami wsparcia dwóch dywizji, w sumie ok. 30 000 ludzi na froncie północnym.

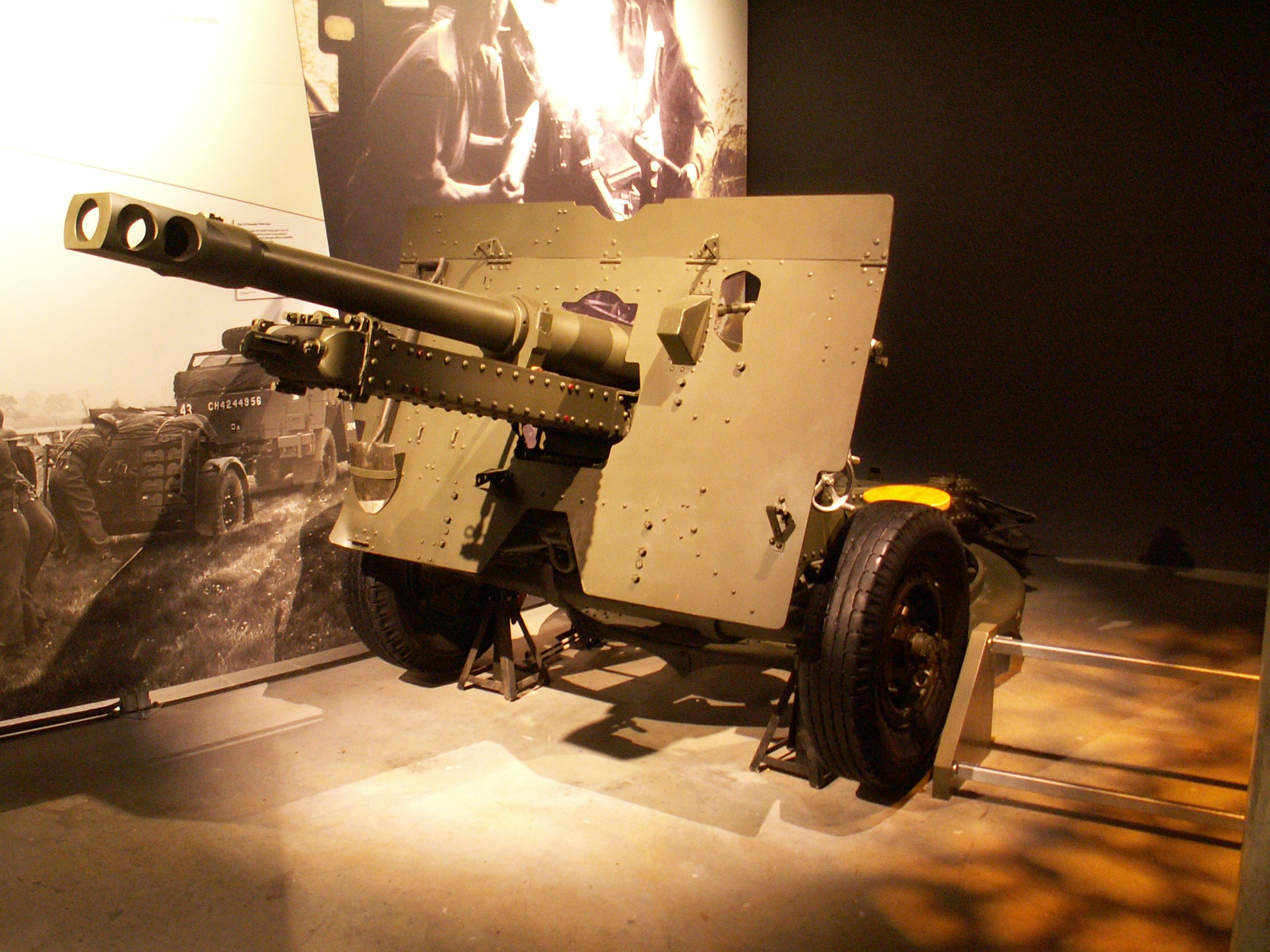
Brytyjska haubicoarmata 25-funtowa. Działa tego typu odegrały kluczową rolę w bitwie

W nocy na wzgórzach wokół Sidi Nsir zaczęły pojawiać się flary, a o 6:30 rano następnego dnia niemieckie moździerze zaczęły strzelać do brytyjskich dział. Po 45 minutach niemieckie czołgi zjechały drogą z Mateur i cztery z 25-funtowych dział otworzyły ogień. Działo nr 1 zostało specjalnie umieszczone na szczycie zbocza, aby osłaniać podejście z Mateur i strzelało ponad otwartymi celownikami. Część niemieckich czołgów najechała na miny, a pozostałe wycofały się wraz z piechotą. O godzinie 11:00 Niemcy podjęli kolejną próbę ataku na lewym skrzydle, ale oddział F otworzył ogień i trafił cztery niemieckie czołgi, podpalając je. Niemiecka piechota zaatakowała kompanię B ogniem z broni ręcznej, jednak została odparta. Około południa Niemcy przygotowali się do ponownego ataku, lecz zmasowany ostrzał brytyjskiej artylerii przerwał atak jeszcze przed jego rozpoczęciem.
Do godziny 13:00 trzydzieści niemieckich czołgów, dział samobieżnych i piechoty obeszło oba skrzydła i znajdowało się w odległości 550 m od siebie. Niemcy zaatakowali najwyższy posterunek obserwacyjny, zniszczyli jego nadajnik bezprzewodowy i zerwali linie telefoniczne. Osiem myśliwców Messerschmitt Bf 109 ostrzeliwało każde działo po kolei przez cały dzień, zadając straty, a także atakując obszary na tyłach Brytyjczyków. Kilka brytyjskich pojazdów na drodze do Hunt's Gap zostało trafionych, a artylerzyści wyciągali amunicję z płonących ciężarówek z narażeniem życia. Polowe składy amunicji również zostały trafione i stanęły w płomieniach. Tuż po 14:30 niemiecka piechota na ciężarówkach obróciła południową flankę, infiltrując pozycje na wprost pod osłoną wzgórza. O 15:00 niemiecka piechota rozpoczęła ostrzał z broni ręcznej z bliskiej odległości, a kolumna czołgów prowadzona przez Tygrysa ruszyła wzdłuż drogi na pozycję baterii, podczas gdy trzynaście kolejnych czołgów zapewniało osłonę ogniową z pozycji z ukrytym kadłubem. Brytyjscy artylerzyści załadowali pociski przeciwpancerne i zniszczyli trzy czołgi, które zablokowały drogę.
O 17:30 rozpoczął się kolejny niemiecki atak na pozostałe działa; siedem czołgów zostało trafionych, ale brytyjskie działa jedno po drugim były trafiane ogniem z dział czołgowych i karabinów maszynowych. Do zapadnięcia zmroku pozostała tylko jedna sprawna 25-funtówka i kilka karabinów maszynowych Bren, atakując niemieckie czołgi z odległości od 9 do 18 metrów. „Tanks are on us” („Czołgi są na naszej pozycji”) było ostatnim komunikatem radiowym, po którym Newham nakazał ewakuację kwatery głównej batalionu. Kiedy bitwa się rozpoczęła, na wzgórzu stacjonowało dziewięciu oficerów i 121 żołnierzy; tylko dziewięciu żołnierzy dotarło do linii brytyjskich, siedmiu z nich z ranami. Obrona Sidi Nsir pozwoliła jednak zyskać czas na przygotowanie obrony w Hunt's Gap, wąwozie położonym około 24 km na północny wschód od Béja. 128 Brygada Piechoty miała tam wsparcie 72 dział 25-funtowych, piętnastu dział średnich kal. 140 mm i dwóch szwadronów czołgów Churchill MK III z North Irish Horse. Przygotowano „strefę śmierci” dla niemieckich czołgów z polami minowymi, działami przeciwpancernymi, okopanymi czołgami Churchill i obszarami bezpośredniego ostrzału artylerii średniej i ciężkiej. Nad głowami krążył szereg myśliwców bombardujących Hurricane Mk IID, wyposażonych w działka Vickers S kal. 40 mm, czekając na swoje cele.

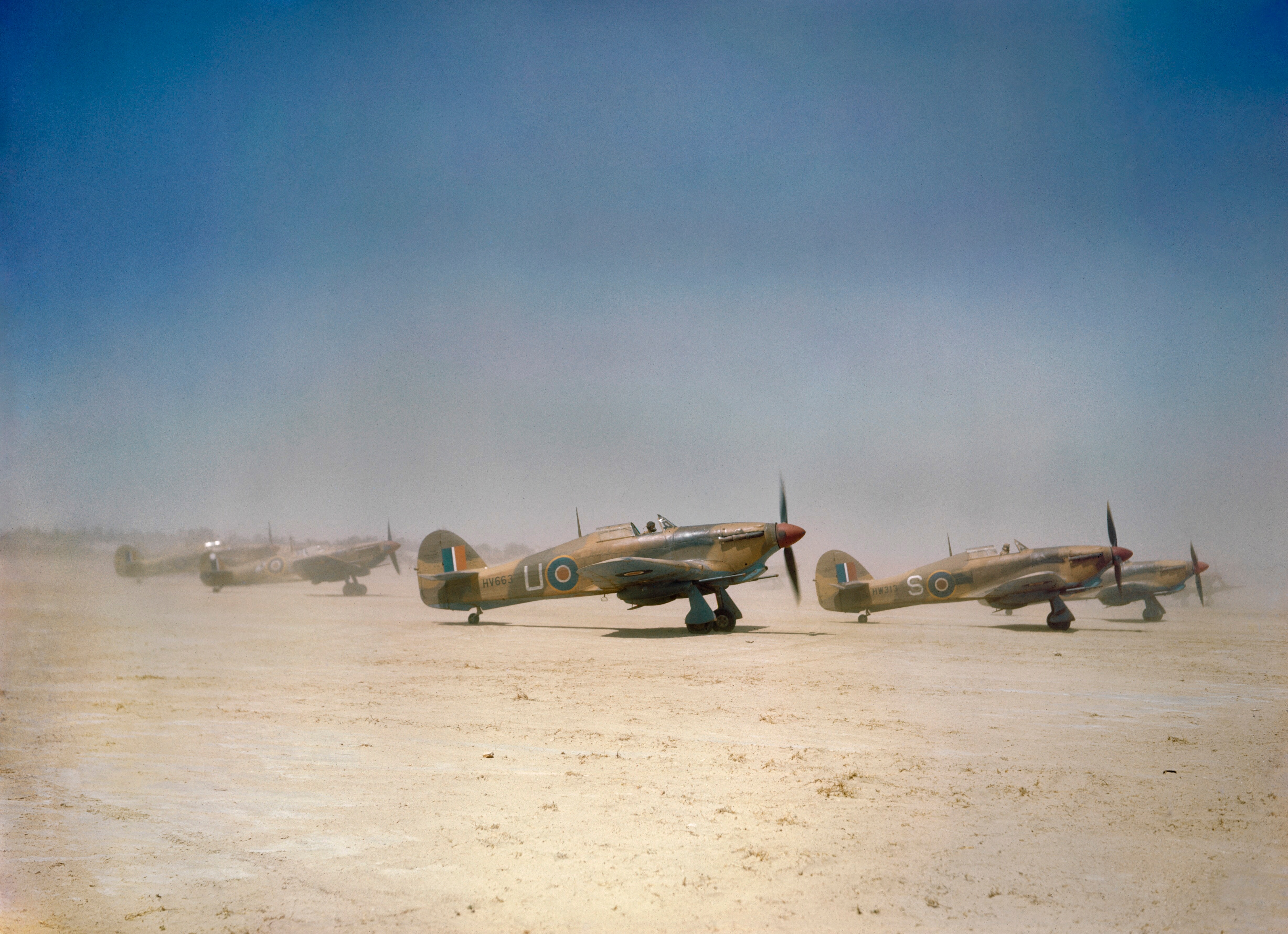
Myśliwce bombardujące Hurricane Mk IID w Tunezji

28 lutego Rommel nakazał płk. Rudolfowi Langowi, aby się pospieszył i zarządził atak przed świtem z udziałem około dziesięciu Panzer IV i piechoty po ostrzale artyleryjskim pozycji kompanii B 2/4. batalion Hampshires. Czołgi Churchill zniszczyły cztery Panzer IV, co zatrzymało atak. Niemcy zaatakowali ponownie i przebili się przez kompanię C, ale czołgi North Irish Horse zatrzymały Niemców do zmierzchu. Kompania B otrzymała rozkaz wycofania się po tym, jak pluton został zaatakowany, a drugi był zagrożony zniszczeniem. Kompania C została zaatakowana przez niemiecką piechotę i czołgi później tego samego dnia, lecz atakujący nie byli już w stanie posuwać się dalej.
Następnego dnia Lang odkrył, że jest zaledwie 16 km od Hunt's Gap, ale miał tylko sześć sprawnych czołgów. Przybył 2/5. batalion Leicesters, lecz gęsta mgła zaległa nad doliną, co utrudniło loty RAF-u. Niemcy zaatakowali ponownie, zaskakując we mgle kompanię D. Jeden pluton został wyparty z pozycji, ale reszta ataku została odparta przez ogień artyleryjski i piechotę 1/4. batalionu Hampshires. Gdy tylko mgła opadła, natychmiast RAF wykonał osiem lotów nad doliną i złapał niemieckie kolumny zaopatrzeniowe, gdy  oficerowie i obserwatorzy z posterunku obserwacyjnego kierowali koncentracjami artylerii. Niemieckie czołgi i piechota poniosły wiele strat, s kręta droga, którą poruszał się transport Osi, zamieniła się w pustynię kraterów po bombach i płonących pojazdów, co zmusiło atakujących do wycofania się. 2/4. batalion Hampshires utrzymał swoje ostatnie pozycje, gdy Niemcy próbowali posuwać się wzdłuż wadi na południe. Brytyjczycy zaskoczyli ich nagłym kontratakiem, w którym zginęło czterdziestu Niemców, a sześćdziesięciu zostało pojmanych. Dalej wzdłuż drogi w kierunku Sidi Nsir artyleria rozbiła kolejny niemiecki atak. Osiem Tygrysów zostało unieruchomionych przez miny i musiały zostać wysadzone w powietrze przez własne załogi, aby uniknąć zdobycia nowego sprzętu przez wroga. Brytyjski oficer wojsk pancernych odwiedził osobiście pobojowisko, aby zbadać sprawę, nie odnotował obecności Niemców, dotarł do czołgów i zobaczył, że ich wieże są otwarte, a załogi zniknęły.
2 marca Niemcy wycofali się, tracąc ponad czterdzieści czołgów i prawie sześćdziesiąt innych pojazdów pancernych; dwa z czterech niemieckich batalionów piechoty dostały się do niewoli, oprócz zabitych i rannych. Wielu spośród jeńców było wcześniej na froncie wschodnim i twierdziło, że nigdy nie doświadczyli takiego ciężaru bombardowań. Ofensywa nie osiągnęła swoich głównych celów, a Arnim odwołał dalsze ataki. Anderson rozważał już opuszczenie Medjez, aż do sukcesu obrony Hunt's Gap, po którym nadszedł rozkaz o utrzymaniu pozycji wydany przez gen. Harolda Alexandra, dowódcę 18 Grupy Armii. Do 5 marca 2/4. batalion Hampshires stracił 243 zabitych lub zaginionych i został zastąpiony w linii przez 8. batalion Pułku Argyll and Sutherland Highlanders z 36 Brygady Piechoty 78 Dywizji.

## Następstwa

### Analiza

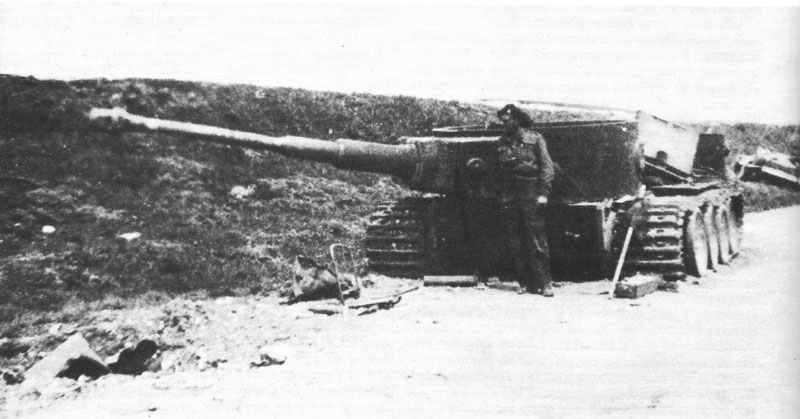
Zniszczony niemiecki Tygrys I, po ataku w Hunt's Gap

Weber nakazał Langowi wycofać się na pozycje obronne; Rommel był przerażony, gdy usłyszał, że stracono 19 Tygrysów. Mjr Hans-Georg Lueder, dowódca 501. batalionu czołgów ciężkich został ciężko ranny, a jego oddział stracił tak wiele czołgów, że przestał być skuteczną siłą bojową. Żaden z celów operacyjnych Osi nie został osiągnięty, pomimo zdobycia pewnych terenów na zachodzie. Bitwa kosztowała Niemców inicjatywę; w najlepszym razie tylko nieznacznie opóźniła ofensywę aliantów. Dywizje potrzebne do ataku włoskiej 1 Armii na brytyjską 8 Armię zostały opóźnione o tydzień z powodu niepowodzenia operacji Ochsenkopf, a bitwa o Medenine okazała się kosztowną porażką. Allfrey został awansowany na generała majora 9 marca. Sukces Osi w operacji oznaczałby utratę Béja i cofnięcie linii alianckich wzdłuż północnego sektora, w tym wycofanie się z Medjez el Bab, co z pewnością przedłużyłoby kampanię afrykańską i zakłóciło plany dotyczące alianckiej inwazji na Sycylię.

### Ofiary

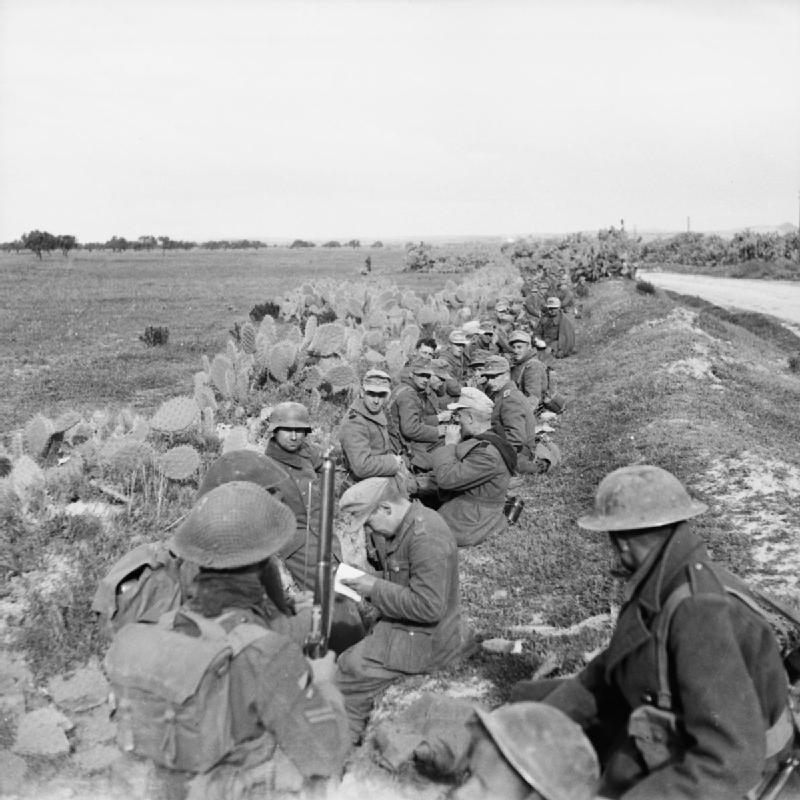
Niemieccy jeńcy czekają na ewakuację w przydrożnym rowie, kwiecień 1943

Niemcy stracili 71 czołgów — prawie 90 procent użytych w operacji — podczas gdy 60 innych pojazdów zostało zniszczonych lub zdobytych przez nieprzyjaciela. Niemcy ponieśli prawie 2800 ofiar, a kolejnych 2200 ludzi zostało schwytanych. Brytyjczycy stracili 1800 zabitych i 2300 jeńców, 16 czołgów, 17 dział, 13 dział przeciwpancernych i 40 innych pojazdów.

### Następne operacje
17 marca siły Osi zostały wzmocnione przez 504. batalion czołgów ciężkich, podczas gdy 501. naprawił 25 swoich czołgów, przywracając im ćwierć siły. Jednak operacja Ochsenkopf miała się okazać ostatnią dużą ofensywą przeprowadzoną przez 5 Armię Pancerną w Afryce.
25 marca gen. Alexander nakazał kontratak. 28 marca 46 Dywizja Piechoty zaatakowała wraz z 138 Brygadą Piechoty, utrzymując 128 Brygadę Piechoty w rezerwie i przyłączoną 36 Brygadę Piechoty, 1 Brygadę Spadochronową oraz jednostki francuskie (w tym specjalistyczne jednostki górskie Goumiers). Dywizja była wspierana przez artylerię polową dwóch dywizji, dział średnich i ciężkich. W ciągu czterech dni 46 Dywizja Piechoty odzyskała teren utracony na rzecz Dywizji von Manteuffel i wzięła 850 niemieckich i włoskich jeńców. Sedjenane zostało ponownie zdobyte przez aliantów 1 kwietnia.
7 kwietnia Anderson nakazał 78 Dywizji Piechoty oczyszczenie drogi Béja – Medjez. Dzięki artylerii i bliskiemu wsparciu lotniczemu dywizja metodycznie posuwała się 16 km przez trudny górski teren przez dziesięć dni na froncie o długości 16 km. 4 Dywizja Piechoty przesunęła się na lewo od 78 Dywizji Piechoty i nacierała w kierunku Sidi Nsir. Po odciążeniu występu w Medjez i oczyszczeniu dróg bocznych w rejonie V Korpusu Anderson zaczął przygotowywać duży atak zaplanowany na 22 kwietnia w celu zdobycia Tunisu. W ciągu trzech tygodni front Osi załamał się, a pozostałe 230 000 żołnierzy w Tunezji poddało się.